# Rolex Paris Masters 2017
Rolex Paris Masters 2017 là một giải đấu quần vợt chuyên nghiệp được chơi trên mặt sân cứng trong nhà. Đây là lần thứ 46 giải đấu được tổ chức, và là một giải trong ATP World Tour 2017. Giải sẽ được tổ chức tại sân Palais omnisports de Paris-Bercy ở Paris, Pháp, từ ngày 30 tháng 10 đến ngày 5 tháng 11 năm 2017. Đây là giải cuối cùng của vận động viên quần vợt chuyên nghiệp người Pháp Paul-Henri Mathieu, là tay vợt đặc cách vào vòng loại đơn và đôi của giải.

## Điểm và tiền thưởng

### Phân phối điểm
| Sự kiện | W     | F   | SF  | QF  | 1/16 | 1/32 | 1/64 | Q  | Q2 | Q1 |
| Đơn     | 1,000 | 600 | 360 | 180 | 90   | 45   | 10   | 25 | 16 | 0  |
| Đôi     | 1,000 | 600 | 360 | 180 | 90   | 0    | —    | —  | —  | —  |

### Tiền thưởng
| Sự kiện | W        | F        | SF       | QF       | 1/16    | 1/32    | 1/64    | Q2     | Q1     |
| Đơn     | €853,430 | €418,450 | €210,610 | €107,095 | €55,610 | €29,320 | €15,830 | €3,505 | €1,785 |
| Đôi     | €253,950 | €124,330 | €62,360  | €32,010  | €16,550 | €8,730  | —       | —      | —      |

## Nội dung đơn ATP

### Hạt giống
| Quốc gia | Tay vợt               | Xếp hạng1 | Hạt giống |
| -------- | --------------------- | --------- | --------- |
| ESP      | Rafael Nadal          | 1         | 1         |
| SUI      | Roger Federer         | 2         | 2         |
| CRO      | Marin Čilić           | 4         | 3         |
| GER      | Alexander Zverev      | 5         | 4         |
| AUT      | Dominic Thiem         | 6         | 5         |
| BUL      | Grigor Dimitrov       | 8         | 6         |
| BEL      | David Goffin          | 10        | 7         |
| ESP      | Pablo Carreño Busta   | 11        | 8         |
| Hoa Kỳ   | John Isner            | 13        | 9         |
| Hoa Kỳ   | Sam Querrey           | 14        | 10        |
| FRA      | Jo-Wilfried Tsonga    | 15        | 11        |
| RSA      | Kevin Anderson        | 17        | 12        |
| ARG      | Juan Martín del Potro | 19        | 13        |
| ESP      | Roberto Bautista Agut | 21        | 14        |
| ESP      | Albert Ramos Viñolas  | 22        | 15        |
| Hoa Kỳ   | Jack Sock             | 23        | 16        |
| FRA      | Lucas Pouille         | 25        | 17        |

- 1 Bảng xếp hạng cập nhật vào ngày 23 tháng 10 năm 2017

### Vận động viên khác
Đặc cách:
- Julien Benneteau
- Pierre-Hugues Herbert
- Nicolas Mahut

Vượt qua vòng loại:
- Jérémy Chardy
- Borna Ćorić
- Filip Krajinović
- Vasek Pospisil
- João Sousa
- Jan-Lennard Struff

Thua cuộc may mắn:
- Evgeny Donskoy
- Peter Gojowczyk

### Rút lui
Trước giải đấu
- Tomáš Berdych →thay thế bởi  Kyle Edmund
- Novak Djokovic →thay thế bởi  Robin Haase
- Roger Federer →thay thế bởi  Evgeny Donskoy
- Fabio Fognini →thay thế bởi  Viktor Troicky
- Philipp Kohlschreiber →thay thế bởi  Ryan Harrison
- Nick Kyrgios →thay thế bởi  Chung Hyeon
- Gaël Monfils →thay thế bởi  Peter Gojowczyk
- Gilles Müller →thay thế bởi  Yūichi Sugita
- Andy Murray →thay thế bởi  Gilles Simon
- Kei Nishikori →thay thế bởi  Benoît Paire
- Milos Raonic →thay thế bởi  Steve Johnson
- Stan Wawrinka →thay thế bởi  Fernando Verdasco

## Nội dung đôi ATP

### Hạt giống
| Quốc gia | Tay vợt               | Quốc gia | Tay vợt           | Xếp hạng1 | Hạt giống |
| -------- | --------------------- | -------- | ----------------- | --------- | --------- |
| FIN      | Henri Kontinen        | AUS      | John Peers        | 3         | 1         |
| POL      | Łukasz Kubot          | BRA      | Marcelo Melo      | 7         | 2         |
| Hoa Kỳ   | Bob Bryan             | Hoa Kỳ   | Mike Bryan        | 12        | 3         |
| FRA      | Pierre-Hugues Herbert | FRA      | Nicolas Mahut     | 13        | 4         |
| GBR      | Jamie Murray          | BRA      | Bruno Soares      | 19        | 5         |
| NED      | Jean-Julien Rojer     | ROU      | Horia Tecǎu       | 23        | 6         |
| CRO      | Ivan Dodig            | ESP      | Marcel Granollers | 28        | 7         |
| RSA      | Raven Klaasen         | Hoa Kỳ   | Rajeev Ram        | 34        | 8         |

- 1 Bảng xếp hạng cập nhật vào ngày 23 tháng 10 năm 2017

### Vận động viên khác
Đặc cách:
- Julien Benneteau /  Édouard Roger-Vasselin
- Paul-Henri Mathieu /  Benoît Paire

## Nhà vô địch

### Đơn
- Jack Sock đánh bại  Filip Krajinović, 5-7, 6-4, 6-1

### Đôi
- Łukasz Kubot /  Marcelo Melo đánh bại  Ivan Dodig /  Marcel Granollers, 7-6(7-3), 3-6, [10-6]